# Baby-Monstergruppe
In der Gruppentheorie ist die Baby-Monstergruppe (Abkürzung: B) eine Gruppe der Ordnung
   241 · 313 · 56 · 72 · 11 · 13 · 17 · 19 · 23 · 31 · 47
= 4154781481226426191177580544000000
≈ 4 · 1033.
Es ist eine endliche einfache Gruppe. Sie ist eine der sporadischen Gruppen, und zwar nach der Monstergruppe diejenige mit der zweithöchsten Ordnung. Ihr Entdecker war Bernd Fischer. Danach wurde sie von Charles Sims erstmals konstruiert.
Die kleinste Matrix-Darstellung der Baby-Monstergruppe hat die Größe 4370 über dem endlichen Körper der Ordnung 2. Mittlerweile können auch Permutationsdarstellungen dieser Gruppe berechnet werden.